# Bâton de procession

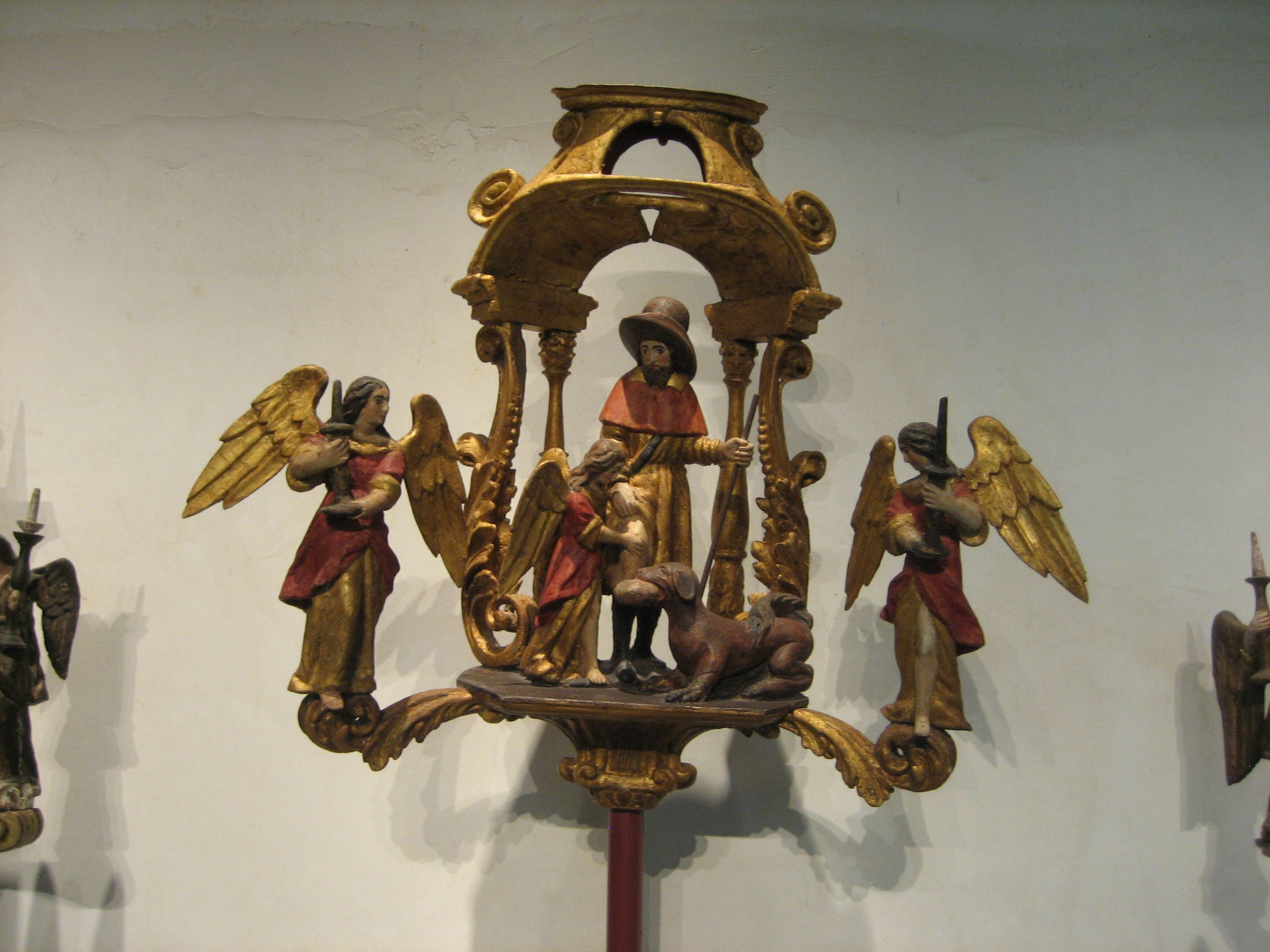
Un bâton de procession de la confrérie des mégissiers, de l'église Saint-Cyr d'Issoudun; Musée de l'hospice Saint-Roch, à Issoudun.

Un bâton de procession (en anglais processional pole, en allemand Prozessionsstange, en espagnol palo de procesión) est un objet cultuel, principalement répandu dans le culte catholique, et qui trouve sa place dans les processions et pèlerinages. Formé d'une longue tige surmontée d'une décoration religieuse, souvent une statuette, parfois sous un dais,  de la Vierge dans une auréole de flammes, souvent aussi une représentation d'un saint, en général en bois sculpté, peint ou doré. Selon la nature de l'emblème, on peut distinguer les bâtons de corporations, de confréries, de  congrégations religieuses. Les  bannières de procession sont similaires, mais de nature et d'usage différents.

## Description

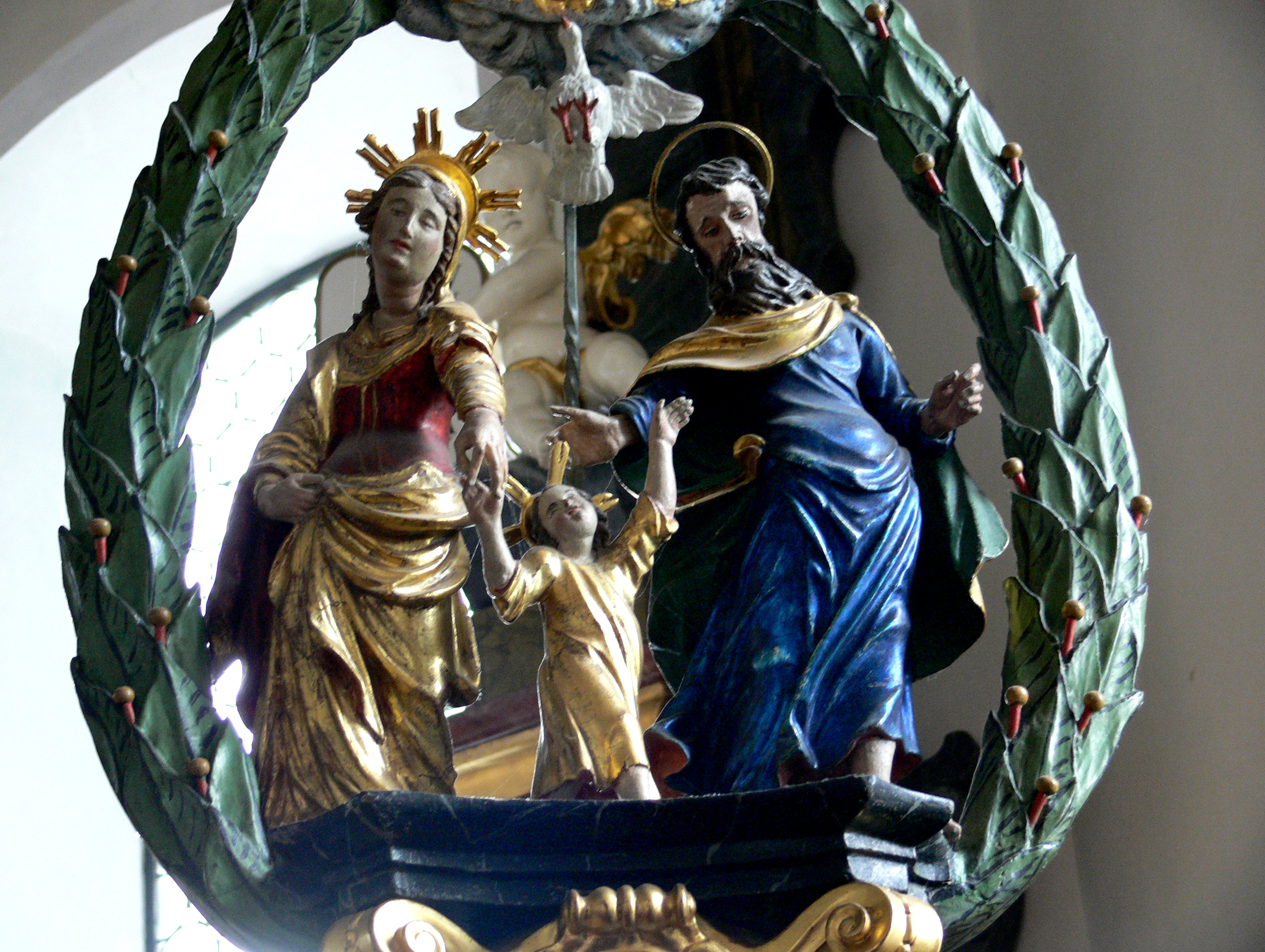
Un bâton de procession d'une confrérie à Schwarzenberg (Vorarlberg), en Autriche.

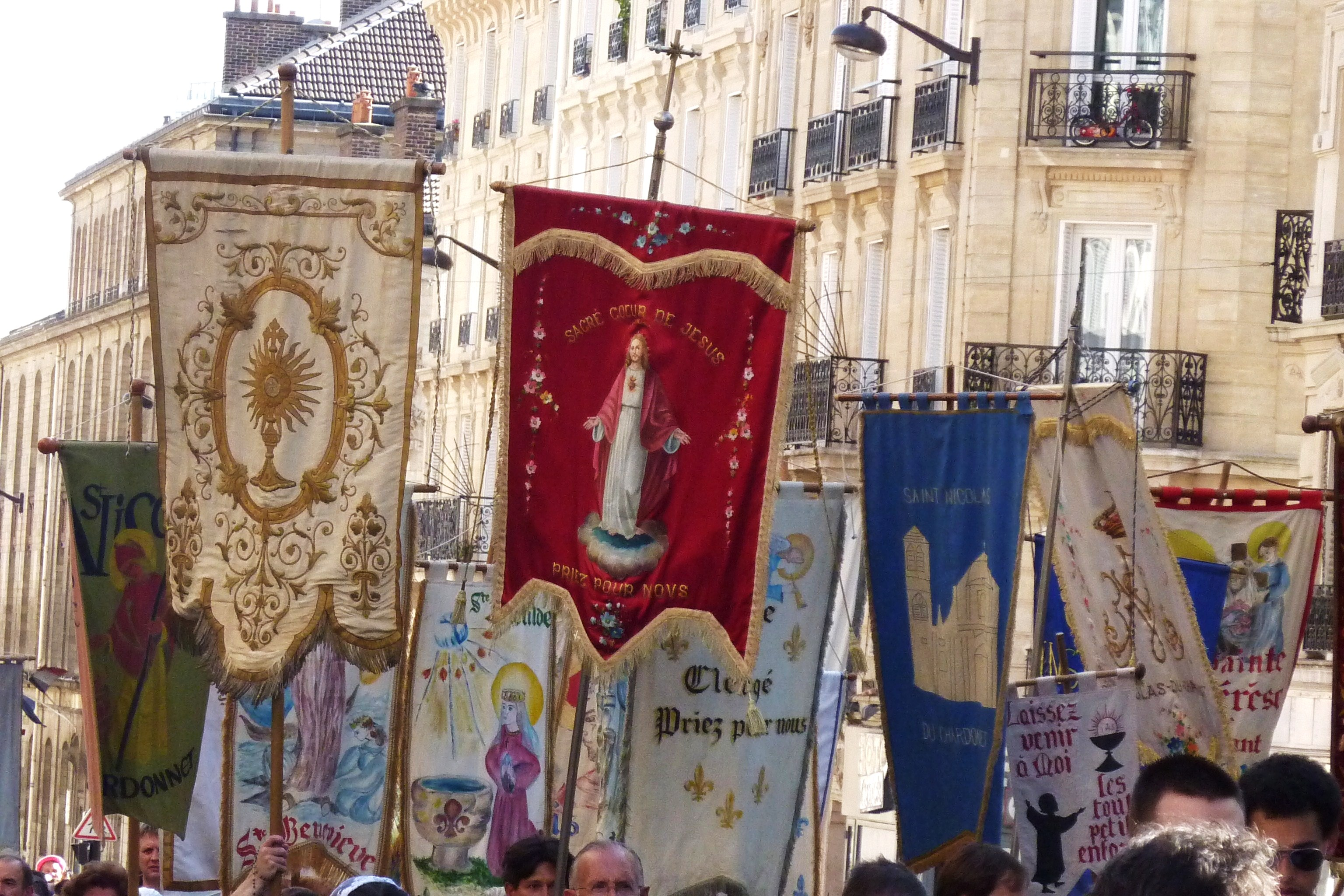
Bannières de procession, lors de la procession de l'Assomption en 2009 à Paris.

Un bâton de procession est composé d'une longue tige et surmontée d'un ornement qui est plus ou moins élaboré et qui est facilement identifiable. Selon la nature du bâton, il peut s'agir d'une croix, d'une Vierge avec ou sans enfant, dans une mandorle ou une auréole, en général richement coloré et doré. D'autres bâtons comportent des dais ou des petits édifices ou habitacles contenant des représentations des saints, ornés ou non de saints ou autres angelots. Les saints sont alors entourés des attributs qui en permettent l'identification aisée. Une croix portée lors de processions par un membre d’une confrérie  se distingue souvent de la croix de procession par une bande d’étoffe drapée autour des branches ou accrochée à la hampe (l'écharpe de croix de confrérie).
Par exemple, le bâton de procession de la confrérie des mégissiers, de l'église Saint-Cyr d'Issoudun représente saint Roch, patron de la corporation. Il est reconnaissable à ses attributs, qui sont le bâton, le chien qui l'accompagne et la plaie sur sa jambe qu'il montre. Il est protégé par un baldaquin porté par quatre colonnettes et accompagné d'une paire d'anges qui tiennent dans leur main ce qui ressemble à un porte-cierge.

## Usage

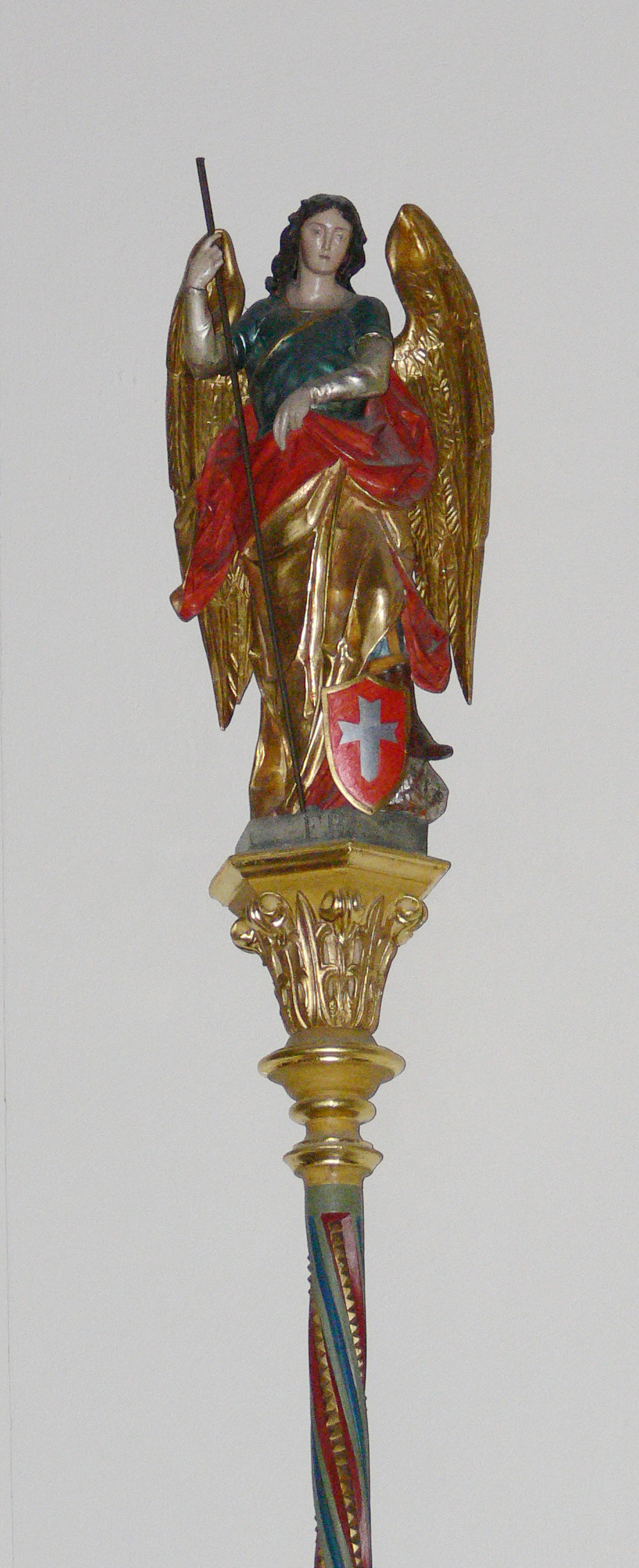
Un bâton de procession à l'effigie de saint Michel, à Aichstetten, commune du Bade-Wurtemberg.

Comme leur nom l'indique, les bâtons de procession sont utilisés dans les processions et les pèlerinages. Le reste du temps, ils sont entreposés dans un édifice religieux, en général une église, et souvent dans une chapelle qui leur est attribuée. Ceci est surtout le cas des bâtons de corporations, ou de métiers, mais aussi de bâtons de confréries religieuses. Fréquemment, les fêtes qui impliquent des processions sont, en plus des fêtes religieuses, des fêtes propres aux localités concernées. Elles peuvent par exemple rappeler des événements historiques, comme fréquemment les épidémies passées. Ces fêtes se déroulent parfois en des lieux inattendus. Par exemple, dans la commune de Vic-sur-Aubois (Vicq-Exemplet de nos jours),  saint Abdon était au XVIIe siècle l'objet d'un culte très attractif. Un pèlerinage important s'y déroulait le jour de la fête du saint, le 30 juillet, et les pèlerins affluaient du Haut et du Bas-Berry. Une confrérie active recrutait à Vic-sur-Aubois, ainsi qu'à Pruniers et Rezay. De même, la confrérie de  Notre-Dame de Vaudouan. Il s'agit là sans doute de discipliner un pèlerinage populaire, en fournissant aux pèlerins un cadre de dévotion avec un certain nombre d'obligations spirituelles. La confrérie est installée en 1706 à la demande de l’archevêque de Bourges. À l'inverse, on peut distinguer, dans les confréries liées aux pèlerinages, les confréries de porteurs de châsse et les confréries de pèlerins. Les confrères porteurs de châsse payaient le droit de porter une châsse, lors de pèlerinages comme à Cluis-Dessous, où Notre-Dame de la Trinité était l'objet d'un pèlerinage le lundi de Pentecôte. 
Les guildes ou corporations avaient souvent des bâtons à l'effigie de leur saint protecteur. D'autres sont des bâtons de confréries, par exemple le bâton de procession de confrérie de la Vierge à l'Enfant, de l'église paroissiale de l'Assomption, d'Amance, dans l'Aube (voir l'image), ou le bâton de procession de la confrérie de saint Vincent, dans l'église de Faverolles-en-Berry (voir l'image). On en trouve mentionnés, en France, pour l'église Notre-Dame-de-l'Assomption de Montgeroult, l'église Saint-Martin de Châtenay-en-France, l'église Saint-Étienne de Cambronne-lès-Clermont,  à Bonny-sur-Loire, Thonnance-lès-Joinville, Chalette-sur-Voire, Égligny, Coivrel, Orvilliers, d'autres sont conservés dans des musées, comme le musée de Normandie, le musée de l'Hospice Saint-Roch d'Issoudun, ou le musée Raoul-Dastrac d'Aiguillon (Lot-et-Garonne).

### En France
Les confréries religieuses étaient extrêmement nombreuses en France avant la Révolution. Chaque paroisse ou presque avait une confrérie  qui lui était rattachée : Jean-Pierre Surrault dénombre 357 confréries pour  250 paroisses dans le Bas-Berry et note qu'il y a 574 confréries pour 300 paroisses dans le diocèse de Limoges. Dans les villes, il y a proportionnellement bien plus de confréries, puisqu'il faut ajouter les confréries des corporations et des métiers. Les bâtons de procession sont tout aussi nombreux. En France, il n'y en a pas moins de 1609 qui sont répertoriés dans la base Palissy. Pour une grande partie, ils datent du XVIIIe siècle. Le musée Raoul-Dastrac d'Aiguillon (Lot-et-Garonne) conserve une collection de 67 bâtons de procession de la confrérie des pénitents blancs provenant de la chapelle Notre-Dame du Lot.

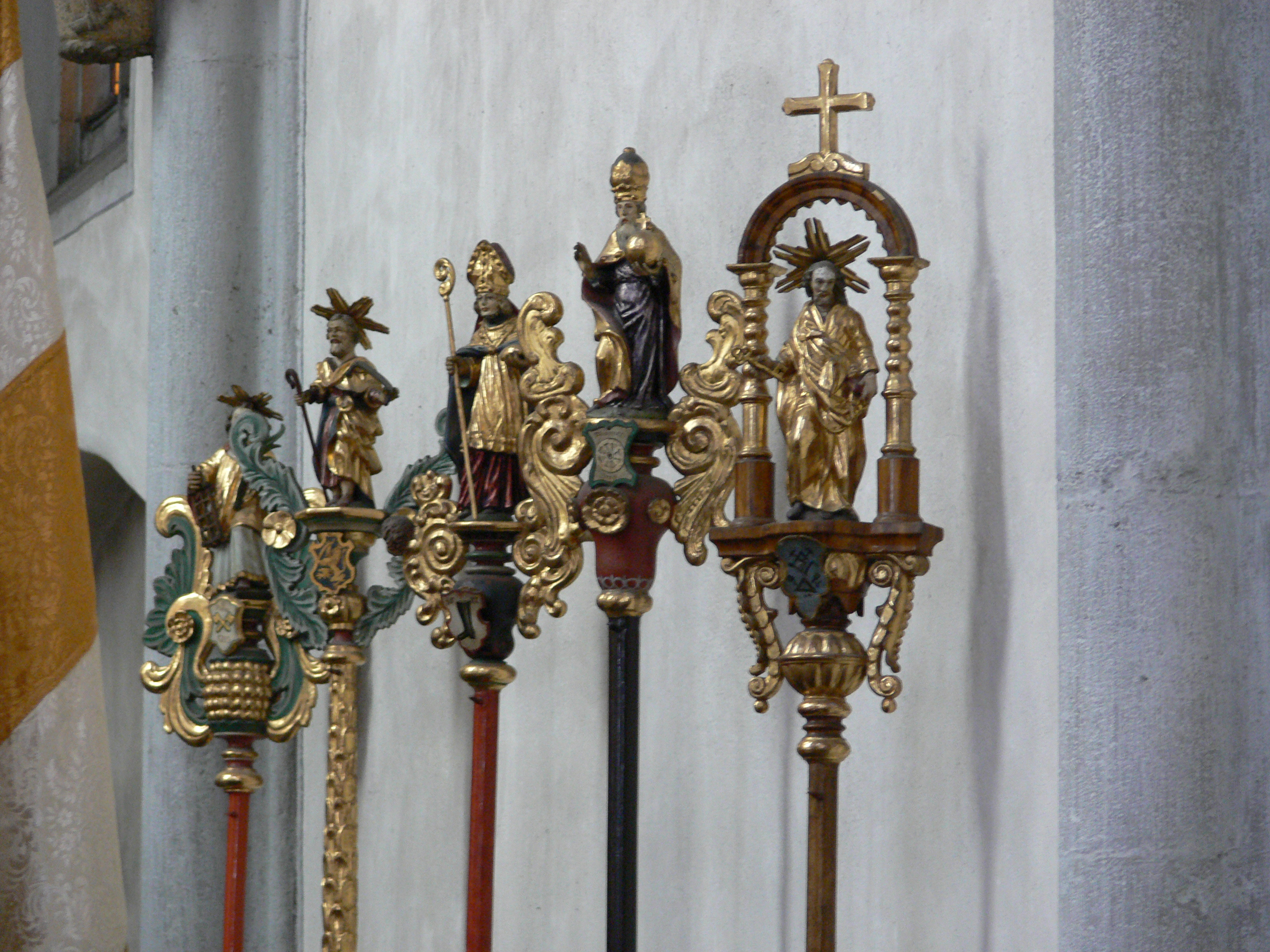
Une collection de bâtons de procession dans l'église Sainte-Marie-Madeleine de Münnerstadt, en Basse-Franconie.

### En Allemagne et ailleurs
Les bâtons de procession sont également très répandus dans le sud de l'Allemagne, on en trouve aussi en Autriche et en Suisse. Il s'agit là surtout de représentations religieuses. En Espagne, on transporte des statues, voire des scènes plus complexes, lors des processions. Ce ne sont alors plus des individus mais des groupes de dizaines d'hommes ou de femmes qui portent ces objets.